# Tir aux Jeux méditerranéens de 2022
Navigation
Tarragone 2018
Les compétitions de tir sportif des Jeux méditerranéens de 2022 ont lieu du 28 juin au 3 juillet 2022 à Oran.

## Médaillés

### Hommes
| Épreuve                     | Or                        | Argent                | Bronze                 |
| --------------------------- | ------------------------- | --------------------- | ---------------------- |
| Pistolet à air comprimé 10m | Damir Mikec (SRB)         | İsmail Keleş (TUR)    | Luca Tesconi (ITA)     |
| Carabine à air comprimé 10m | Milenko Sebić (SRB)       | Miran Maričić (CRO)   | Luka Lukić (SVN)       |
| Skeet                       | Stefanos Nikolaidis (CYP) | Efthimios Mitas (GRE) | Azmy Mehelba (EGY)     |
| Trap                        | Oğuzhan Tüzün (TUR)       | Anton Glasnović (CRO) | Gian Marco Berti (SMR) |

### Femmes
| Épreuve                     | Or                       | Argent                      | Bronze                |
| --------------------------- | ------------------------ | --------------------------- | --------------------- |
| Pistolet à air comprimé 10m | Anna Korakaki (GRE)      | Camille Jedrzejewski (FRA)  | Zorana Arunović (SRB) |
| Carabine à air comprimé 10m | Océanne Muller (FRA)     | Teodora Vukojević (SRB)     | Živa Dvoršak (SVN)    |
| Skeet                       | Martina Bartolomei (ITA) | Emmanouela Katzouraki (GRE) | Diana Bacosi (ITA)    |
| Trap                        | Carole Cormenier (FRA)   | Maria Inês Barros (POR)     | Silvana Stanco (ITA)  |

### Mixte
| Épreuve                                 | Or                                    | Argent                                      | Bronze                                      |
| --------------------------------------- | ------------------------------------- | ------------------------------------------- | ------------------------------------------- |
| Pistolet à air comprimé 10m par équipes | Serbie Zorana Arunović Damir Mikec    | France Camille Jedrzejewski Florian Fouquet | Italie Chiara Giancamilli Luca Tesconi      |
| Carabine à air comprimé 10m par équipes | France Océanne Muller Brian Baudouin  | Serbie Andrea Arsović Lazar Kovačević       | Slovénie Živa Dvoršak Luka Lukić            |
| Skeet par équipes                       | France Noémie Battault Emmanuel Petit | Italie Diana Bacosi Tammaro Cassandro       | Italie Martina Bartolomei Gabriele Rossetti |

## Tableau des médailles
*  Pays organisateur 
| Rang  | Nation      | Or | Argent | Bronze | Total |
| ----- | ----------- | -- | ------ | ------ | ----- |
| 1     | France      | 4  | 2      | 0      | 6     |
| 2     | Serbie      | 3  | 2      | 1      | 6     |
| 3     | Grèce       | 1  | 2      | 0      | 3     |
| 4     | Italie      | 1  | 1      | 5      | 7     |
| 5     | Turquie     | 1  | 1      | 0      | 2     |
| 6     | Chypre      | 1  | 0      | 0      | 1     |
| 7     | Croatie     | 0  | 2      | 0      | 2     |
| 8     | Portugal    | 0  | 1      | 0      | 1     |
| 9     | Slovénie    | 0  | 0      | 3      | 3     |
| 10    | Égypte      | 0  | 0      | 1      | 1     |
| 10    | Saint-Marin | 0  | 0      | 1      | 1     |
| Total | Total       | 11 | 11     | 11     | 33    |